# Skin Diamond
Skin Diamond, pseudonimo di Raylin Joy Christensen (Ventura, 18 febbraio 1987), è un'ex attrice pornografica, regista e cantante statunitense, nota dopo il termine della carriera pornografica con il nome di Raylin Joy.

## Biografia
Quando aveva quattro anni i genitori missionari si trasferirono in Scozia, a Dunfermline, dove ha vissuto per circa 20 anni, cresciuta in un ambiente frugale; ha origini etniche numerose: danese, ceca e tedesca.
È apparsa nella serie TV Balamory accanto a sua sorella Heather Christensen dove recitava anche il padre,Rodd Christensen.

## Carriera
Skin ha cominciato la sua carriera come modella per note case di moda come Louis Vuitton, American Apparel e Atsuko Kudo, mentre il suo debutto pornografico risale al 2009, con James Deen, in un film prodotto dalla Burning Angel. Contattata da questa casa, doveva inizialmente comparire in una scena con un'altra ragazza, ma ne girò due e, alla proposta di Joanna Angel di girare con dei ragazzi, accettò, sorpresa positivamente dall'ambiente che aveva conosciuto, e girò la sua prima scena eterosessuale e di sesso anale. Convinta inizialmente che non avrebbe continuato l'esperienza, quando si trasferì a Los Angeles Joanna Angel le ripropose di girare e lei accettò. Nel 2012 ha posato per l'artista e fumettista David Mack, che l'ha ritratta come il personaggio dei fumetti della Marvel Maya Lopez all'interno della miniserie Daredevil: End of Days. Nel 2012 è apparsa nel film Skin, di L. T., dove ha registrato le prime scene di doppia penetrazione vaginale ed anale. Nel 2014 è apparsa (con la collega Allie Haze) nel video musicale della canzone "John Doe", estratta dall'album Underground Luxury dell'artista hip-hop statunitense B.o.B e cantata con Priscilla Renea. Ha lavorato, tra gli altri, per Penthouse, Vivid, Evil Angel, Hustler, Elegant Angel e Kink.com.
Skin Diamond ha diversi tatuaggi, tra cui una fenice sulla schiena, che fece per coprire delle ustioni accidentali,  la scritta "LBST" sul polso destro, una donna infermiera sulla spalla sinistra, due ciliegie sulla parte bassa della schiena e due stelle su ogni mano. Ha un piercing all'ombelico, uno alla narice destra e ad entrambi i capezzoli. Ha dichiarato di essere bisessuale.
Ha diversi hobby, tra cui lo scrivere musica, che l'ha spinta a chiedere di realizzare lei stessa il tema musicale per un video con Brazzers. È interessata e coinvolta, fin da prima di entrare nel mondo hardcore, alle pratiche BDSM.
Nel 2016 è protagonista della miniserie televisiva Submission, trasmessa su Showtime e contemporaneamente ha girato le sue ultime scene per l'industria pornografica.
Ha cominciato con il nome Raylin Joy la carriera da cantante con il suo primo singolo "Fire".

## Riconoscimenti
- AVN Awards
  - 2014 – Vincitrice per Best Double Penetration Sex Scene per Skin con Marco Banderas e Prince Yanshua[12]
  - 2014 – Vincitrice per Best Oral Sex Scene per Skin[13]
  - 2021 – Vincitrice per Mainstream Venture of the Year per G-Eazy X Vixen Music Video Collaboration con Ariana Marie, Mia Malkova, Ivy Wolfe, Amia Miley, Mia Melano, Vicki Chase, Scarlit Scandal, Cecilia Lion, Avery Cristy, Nia Nacci, Sarai Minx, Kira Noir, Alina Lopez, Emily Willis e Gabbie Carter[14]
  - 2022 – Vincitrice per Best Oral Sex Scene per Oral Queens Riley Reid and Skin Diamond Give Spit Filled Sloppy BJ con Riley Reid e Winston Burbank[15]
- XBIZ Awards
  - 2013 – Best Supporting Actress per Revenge Of The Petites[16]
- Urban X Award
  - 2012 – Candidatura per Best 3 Way Sex Scene (con Bella Moretti & Mr. Marcus) per il film Hitch Hikers 2[17]

## Filmografia
- Joanna Angel and James Deen's European Vacation (2009)
- No Panties Allowed 1 (2009)
- Cvrbongirl (2010)
- Friends Don't Let Friends Fuck Alone 2 (2010)
- Joanna's Angels 3 (2010)
- POV Punx 4 (2010)
- 3 Way (2011)
- Anal Fanatic 3 (2011)
- Bad Apples 3 (2011)
- Beat Tha Pussy Up 5 (2011)
- Best New Starlets 2012 (2011)
- Big Ass Cheaters 5 (2011)
- Black Anal Beauties 2 (2011)
- Black Anal Love 1 (2011)
- Black Lesbian Romance (2011)
- Booty Talk 93 (2011)
- Boundaries 7 (2011)
- Club Elite 1 (2011)
- Diamond in the Rough (2011)
- Dynamic Booty 6 (2011)
- Facial Overload 1 (2011)
- Fantasy Solos 2 (2011)
- Femdom Ass Worship 11 (2011)
- Foot Fetish Daily 7 (2011)
- Gallery for Sex (2011)
- Hitchhikers 2 (2011)
- Joanna Angel Exposed (2011)
- Julie Simone is a Dominatrix (2011)
- Kimberly Kane's Been Blackmaled (2011)
- Kung Fu Pussy (2011)
- Lesbian Babysitters 6 (2011)
- Lesbian Hitchhiker 3 (2011)
- Lesbian Sex 3 (2011)
- Lesbian Slumber Party (2011)
- Lesbian Sorority (2011)
- Librarians (2011)
- Mean Bitches POV 4 (2011)
- Mother Lovers Society 6 (2011)
- My Favorite Emosluts (2011)
- Naughty Bookworms 25 (2011)
- Only Pussy Please (2011)
- Orgasmic Oralists (2011)
- Phat Black Juicy Anal Booty 8 (2011)
- Pretty in Pink (2011)
- Pump That Rump 3 (2011)
- Rico The Destroyer 3 (2011)
- Runaway (2011)
- Shut Up and Fuck (2011)
- Slut Puppies 5 (2011)
- Slutty and Sluttier 14 (2011)
- Street Hookers for the White Guy 2 (2011)
- This Ain't Nurse Jackie XXX (2011)
- Tosh Porn Oh (2011)
- Up That Black Ass 8 (2011)
- Vicarious: So Close You Can Taste It (2011)
- We Vow to Bang Black Beotches 1 (2011)
- 2 Chicks Same Time 12 (2012)
- Allie Haze's Been Blackmaled (2012)
- Amateurs Raw 2 (2012)
- Babysitter 6 (2012)
- Belladonna's Fucking Girls 7 (2012)
- Black Anal Addiction (2012)
- Black Ass Anal Drilling (2012)
- Black Diamonds 1 (2012)
- Black Fuck Faces (2012)
- Black Romance: Color of Love (2012)
- Black Scary Movie (2012)
- Brown Bunnies 9 (2012)
- Corrupt Schoolgirls 1 (2012)
- Cult (2012)
- Cum Bang 8 (2012)
- Cum in Me Baby 3 (2012)
- Dani (2012)
- Evalutionary 2 (2012)
- Filthy Cocksucking Auditions (2012)
- Foot Fetish Sluts (2012)
- Friends with Benefits (2012)
- Girl Train 2 (2012)
- Girls Kissing Girls 11 (2012)
- Girls Kissing Girls 9 (2012)
- Hardcore Allure 1 (2012)
- Hollywood Heartbreakers 1 (2012)
- I Need To Be Alone (2012)
- In Bed With Katsuni (2012)
- Interracial Lesbian Romance (2012)
- Joanna Angel Filthy Whore (2012)
- Kiss Me Lick Me Fuck Me (2012)
- Lap Dance (2012)
- Legs (2012)
- Lesbian Beauties 7: All Black Beauties (2012)
- Lesbian Beauties 8: Interracial (2012)
- Lesbian Masseuse 1 (2012)
- Lesbian Sorority 2 (2012)
- Mandingo Massacre 5 (2012)
- Mean Dungeon 5 (2012)
- Meet Bonnie (2012)
- Meow 2 (2012)
- Mind Fuck (2012)
- Mother Lovers Society 8 (2012)
- Official Hangover Parody (2012)
- Overnight (2012)
- Performers of the Year 2013 (2012)
- Porn's Top Black Models 3 (2012)
- Pretty Fly for A White Guy (2012)
- Race Relations 6 (2012)
- Rack City XXX (2012)
- Revenge of the Petites (2012)
- Rump Raiders (2012)
- Sexual Messiah 1 (2012)
- Skin (2012)
- Skin Diamond: No Limits (2012)
- Sloppy Head 4 (2012)
- Spandex Loads 4 (2012)
- Spinners (2012)
- Strap for Teacher 1 (2012)
- Teacher's Pet 4 (2012)
- Whale Tail 6 (2012)
- Whore Hotel (2012)
- Women Seeking Women 89 (2012)
- Anal Corruption (2013)
- Avengers vs. X-Men XXX: An Axel Braun Parody (2013)
- Babysit My Ass (2013)
- Black Heat (2013)
- Deep Pussy (2013)
- Gag Reflex (2013)
- Get My Belt (2013)
- Iron Man XXX: An Axel Braun Parody (2013)
- James Deen Loves Butts (2013)
- KissMe Girl Explicit: Veruca James and Skin Diamond (2013)
- Man of Steel XXX: An Axel Braun Parody (2013)
- My Handiwork 4: God's Work (2013)
- Open Ended 2 (2013)
- Orgy Masters 3 (2013)
- Orgy University (2013)
- Pornstars Like It Big 17 (2013)
- Remy 2 (2013)
- Suck Balls 3 (2013)
- Walking Dead: A Hardcore Parody (2013)
- Wet Asses (2013)
- Wet Food 4 (2013)
- Whore's INK (2013)
- X-Men XXX: An Axel Braun Parody (2013)

### Televisione
- Submission – miniserie TV (2016)